# Belmont Park (San Diego)
Pour les articles homonymes, voir parc Belmont.
Belmont Park est un parc de loisirs historique situé à Mission Bay, près de San Diego en Californie. Le parc a été développé par le magnat du sucre John D. Spreckels et a ouvert ses portes le 4 juillet 1925 sous le nom de Mission Beach Amusement Center.

## Histoire
Les attractions et les manèges qui subsistent du parc original de 1925 incluent Giant Dipper, des montagnes russes en bois inscrites au registre national des lieux historiques, dessinées par Frank Prior and Frederick Church.
Une autre installation historique est The Plunge, une piscine intérieure. The Plunge était à l'origine une piscine d'eau salée appelée le Natatorium et était la plus grande piscine d'eau salée au monde ; il contient maintenant de l'eau douce. En 2013, la California Coastal Commission approuve les plans de suppression d'une partie d'une grande peinture murale de l'artiste Wyland lors des rénovations prévues. Le plongeon est fermé en 2014 en raison d'un délabrement. Les plans de démolition et de reconstruction du Plunge ont été approuvés en janvier 2016. Il réouvre en 2019, le week-end du 4 juillet, après une rénovation de 12 millions de dollars.
En 2002, l'homme d'affaires/surfeur Tom Lochtefeld achete le bail principal de la propriété et commence le développement de la Wave House.
En novembre 2012, Pacifica Enterprises LLC. acquiert le bail du parc. Pacifica Enterprises, avec Eat.Drink.Sleep, prennent en charge les opérations du parc et commencent une restauration et une revitalisation du parc. L'équipe d'Eat.Drink.Sleep composée de Brett Miller, Steve Smith et Justin Lopez développe et dirige l'ouverture de nouveaux restaurants, Cannonball, South Mission Draft, Belmonty's Burgers et Hot Dog on a Stick et un remodelage de Beach House Grill.

## Attractions
- Beach Blaster : Revolution 20 de Chance Rides (2005)
- Belmont Express : C.P. Huntington train de Chance Rides (1970)
- Control Freak : Gyro Loop de Moser (2010)
- Crazy Submarine : Crazy Bus de Zamperla (1980)
- Giant Dipper : Montagnes russes en bois de Prior & Church, avec des trains de D. H. Morgan Manufacturing (1925).
- Krazy Kars : Auto-tamponneuse de Larson (2015)
- Liberty Carousel : Carrousel de Chance Rides (2000)
- Mic Drop : Tour de chute de Moser's Rides (2020)
- Octotron : Unicoaster de Chance Rides (2011)
- Overdrive : Auto-tamponneuse de Larson (2013)
- Speedway : Whip de Woods Amusement Rides B.V. (2000)
- Tilt-A-Whirl : Tilt-A-Whirl de Larson (2008)
- Zero Gravity : Spring Ride 12 Rotation de Moser's Rides (2019)

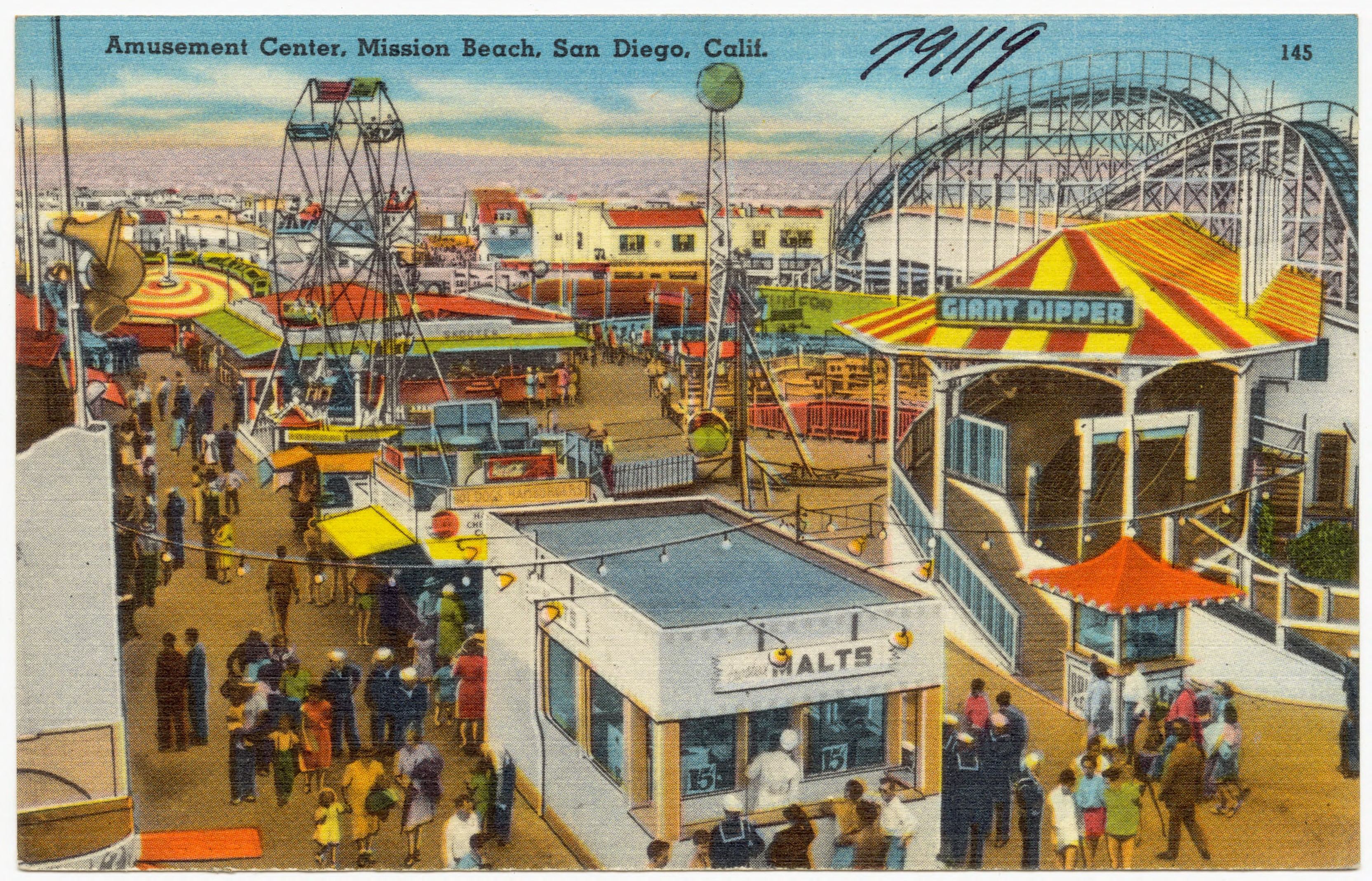
Carte postale des années 1940
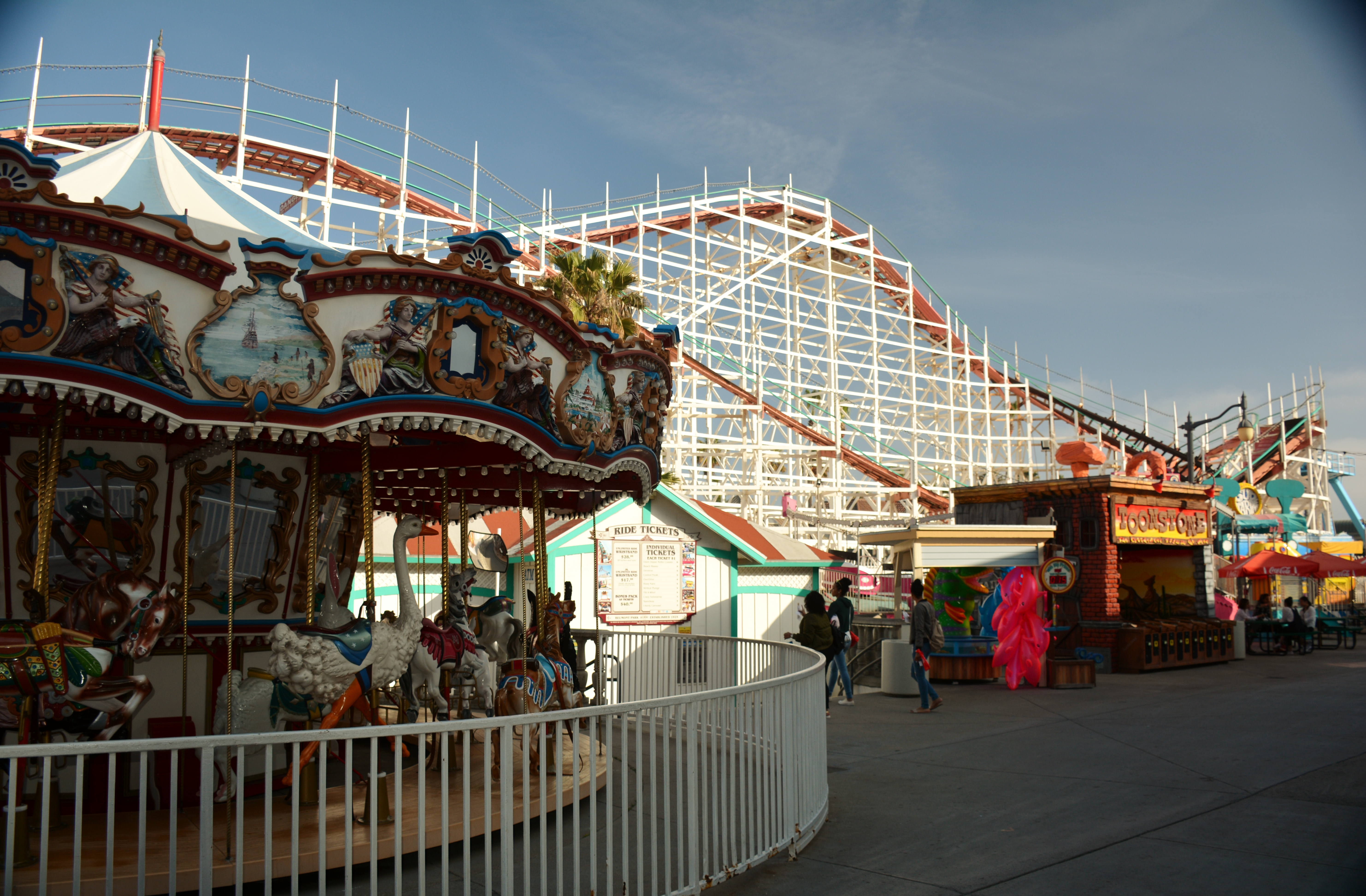
Liberty Carousel et Giant Dipper en arrière plan.
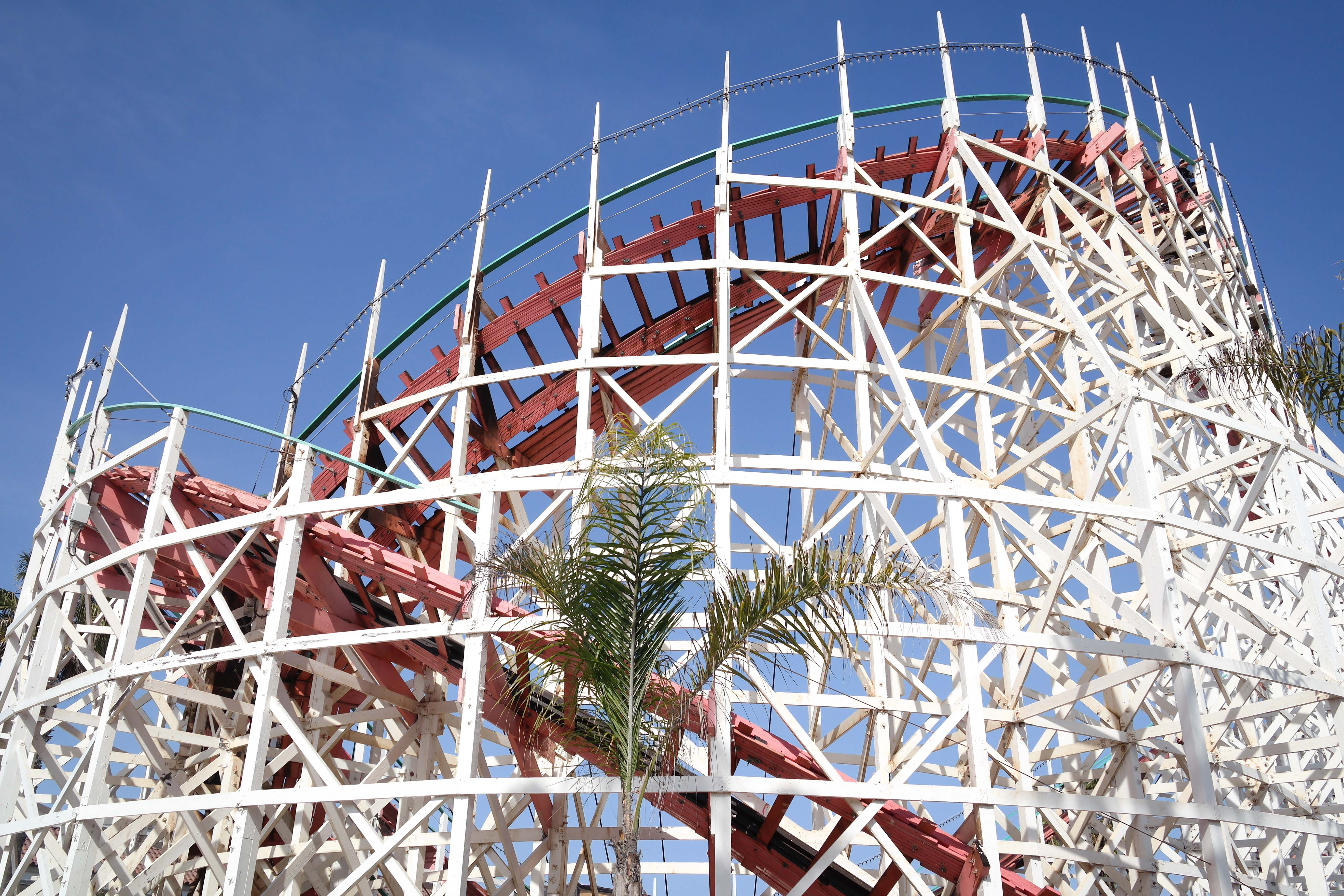
Giant Dipper